# Sittard-Geleen
Sittard-Geleen (wymowaⓘ) (limb.: Zittert-Gelaen) – gmina leżąca w południowej części Holandii, utworzona w 2001 z gmin-miast Sittard, Geleen i Born, graniczy od zachodu z Belgią i od wschodu z Niemcami. Według spisu ludności z 2013 roku gminę zamieszkuje 93 843 osób. Powierzchnia gminy wynosi 80,53 km², a gęstość zaludnienia 1188 os./km². Obecnym burmistrzem jest Sjraar Cox.

## Miejscowości gminy
Miasta: Sittard, Geleen, Born
Wsie: Buchten, Einighausen, Grevenbicht, Guttecoven, Holtum, Limbricht, Munstergeleen, Obbicht, Papenhoven
Przysiółki: Abshoven, Daniken, Graetheide, Harrecoven, Rosengarten, Schipperskerk, Windraak